# جون متیس
جون متیس (انگلیسی: June Mathis؛ ۳۰ ژوئن ۱۸۸۹ – ۲۶ ژوئیهٔ ۱۹۲۷) یک فیلم‌نامه‌نویس، و تهیه‌کننده اهل ایالات متحده آمریکا بود. وی بین سال‌های ۱۹۱۶ تا ۱۹۲۷ میلادی فعالیت می‌کرد.